# Hania (nowela)
Hania – nowela Henryka Sienkiewicza. Powstała w grudniu 1875, ukazała się w styczniu 1876. Opowiada o historii miłosnego trójkąta (Hania, narrator Henryk, Selim Mirza). Hania wraz ze Starym sługą i Selimem Mirzą składa się na tzw. "małą trylogię". Badacze literatury zwracają uwagę, że sposób prezentacji świata w "Hani" nie przypomina w niczym romansu zachodnioeuropejskiego ani tradycji polskich i na tle ówczesnej produkcji pisarskiej odznacza się oryginalnością. Wątek niespełnionej miłości przypomina swoim nastrojem utwory Lwa Tołstoja i niektóre opowiadania Iwana Turgieniewa. 
Pierwotnie planowano ekranizację noweli w 1939, czemu przeszkodził wybuch II wojny światowej. W 1984 powstała filmowa adaptacja Hani w reżyserii Stanisława Wohla.